# Jul med tradition
Jul med tradition är ett julalbum från 1975 av det svenska sångerskan Anita Lindblom. Sven-Olof Walldoffs kör och orkester medverkar, och albumet har senare återutgivits på EMI, 1985  på MK och 2001 på CD .

## Låtlista
1. "Betlehems stjärna"
2. "Hosianna"
3. "Luciasången" ("Natten går tunga fjät")
4. "Var hälsad sköna morgonstund" ("Wie schön leuchtet der Morgonstern")
5. "Stilla natt" ("Stille Nacht, heilige Nacht")
6. "Det är en ros utsprungen" ("Es ist ein Ros entsprungen")
7. "Rudolf med röda mulen" ("Rudolph the Red-Nosed Reindeer")
8. "Potpurri: Danslekar"
  1. "Morsgrisar är vi allihopa"
  2. "Vi äro musikanter"
  3. "Räven raskar över isen"
  4. "Mormors lilla kråka"
  5. "Karusellen"
9. "Kring julgranen"
10. "Julbocken"
11. "White Christmas"